# Final de la Copa Africana de Naciones 2013

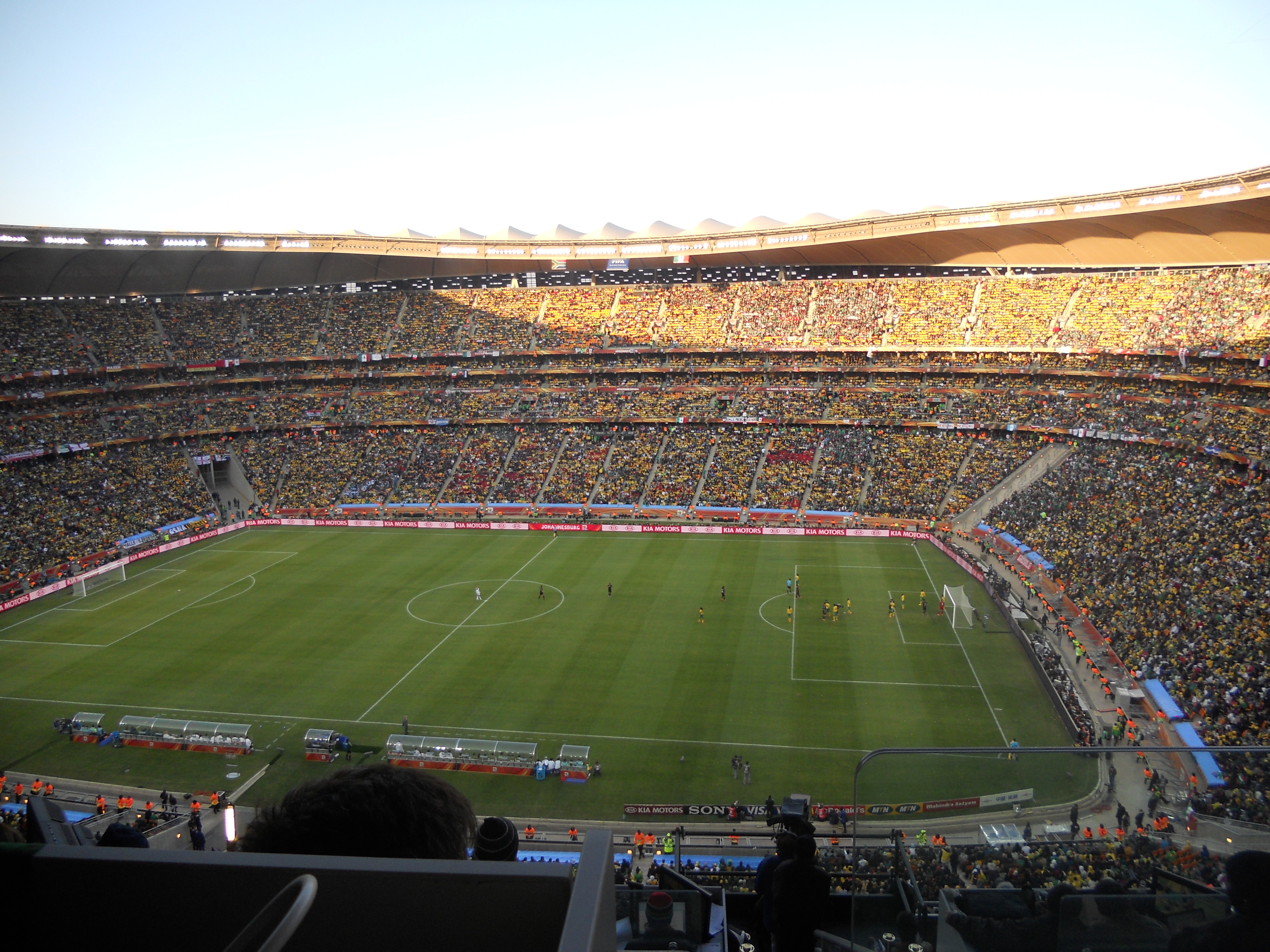
El Estadio Soccer City fue el recinto donde se disputó la final.

La final de la Copa Africana de Naciones de 2013 fue jugada en el Estadio Soccer City el 10 de febrero de 2013, los finalistas del torneo fueron la selección de Nigeria y la selección de Burkina Faso. El ganador del partido tenía derecho a participar en la Copa FIFA Confederaciones de 2013 que sería realizada en Brasil. Finalmente Nigeria se corona campeón de África por un estrecho marcador de 1 a 0, el gol del triunfo fue convertido por Sunday Mba cerca del término del primer tiempo.

## Enfrentamiento
| Bandera de Nigeria | vs. | Bandera de Burkina Faso |
| Nigeria 1          | vs. | Burkina Faso 0          |
| ------------------ | --- | ----------------------- |

## Camino a la final
| Equipo       | Pts. | PJ | PG | PE | PP | GF | GC | Dif |
| ------------ | ---- | -- | -- | -- | -- | -- | -- | --- |
| Burkina Faso | 5    | 3  | 1  | 2  | 0  | 5  | 1  | 4   |
| Nigeria      | 5    | 3  | 1  | 2  | 0  | 4  | 2  | 2   |
| Zambia       | 3    | 3  | 0  | 3  | 0  | 2  | 2  | 0   |
| Etiopía      | 1    | 3  | 0  | 1  | 2  | 1  | 7  | -6  |

| Equipo       | Pts. | PJ | PG | PE | PP | GF | GC | Dif |
| ------------ | ---- | -- | -- | -- | -- | -- | -- | --- |
| Burkina Faso | 5    | 3  | 1  | 2  | 0  | 5  | 1  | 4   |
| Nigeria      | 5    | 3  | 1  | 2  | 0  | 4  | 2  | 2   |
| Zambia       | 3    | 3  | 0  | 3  | 0  | 2  | 2  | 0   |
| Etiopía      | 1    | 3  | 0  | 1  | 2  | 1  | 7  | -6  |

## Partido
| 1          | Guardameta     | Vincent Enyeama    |     |
| 3          | Defensa        | Elderson Echiéjilé | 66' |
| 5          | Defensa        | Efe Ambrose        |     |
| 14         | Defensa        | Godfrey Oboabona   |     |
| 22         | Defensa        | Kenneth Omeruo     |     |
| 10         | Centrocampista | Obi Mikel          |     |
| 17         | Centrocampista | Ogenyi Onazi       |     |
| 19         | Centrocampista | Sunday Mba         | 89' |
| 8          | Delantero      | Brown Ideye        |     |
| 11         | Delantero      | Victor Moses       |     |
| 15         | Delantero      | Ikechukwu Uche     | 54' |
| Entrenador | Entrenador     | Stephen Keshi      |     |

| 1          | Guardameta     | Daouda Diakité        |     |
| 4          | Defensa        | Bakary Koné           |     |
| 5          | Defensa        | Mohamed Koffi         |     |
| 8          | Defensa        | Paul Koulibaly        | 84' |
| 12         | Defensa        | Saidou Panandétiguiri |     |
| 6          | Centrocampista | Djakaridja Koné       | 90' |
| 7          | Centrocampista | Florent Rouamba       | 65' |
| 18         | Centrocampista | Charles Kaboré        |     |
| 11         | Delantero      | Jonathan Pitroipa     |     |
| 15         | Delantero      | Aristide Bancé        |     |
| 22         | Delantero      | Préjuce Nakoulma      |     |
| Entrenador | Entrenador     | Paul Put              |     |

| 7  | Delantero | Ahmed Musa     | 54' |
| 21 | Defensa   | Juwon Oshaniwa | 66' |
| 2  | Defensa   | Joseph Yobo    | 89' |

| 20 | Delantero      | Wilfried Sanou      | 65' |
| 9  | Delantero      | Moumouni Dagano     | 84' |
| 21 | Centrocampista | Abdou Razack Traoré | 90' |

| Amonestado | 38'   | Ogenyi Onazi   |
| Amonestado | 57'   | Kenneth Omeruo |
| Amonestado | 57'   | Obi Mikel      |
| Amonestado | 71'   | Juwon Oshaniwa |
| Amonestado | 90+2' | Brown Ideye    |

| Amonestado | 33' | Florent Rouamba |

| Anotado | 40' | Sunday Mba | 1-0 |

| Árbitro             | Djamel Haimoudi         |
| Árbitros asistentes | Redouane Achik          |
| Árbitros asistentes | Jean-Claude Birumushahu |
| Cuarto Árbitro      | Rajindraparsad Seechurn |

| 1          | Guardameta     | Vincent Enyeama    |     |
| 3          | Defensa        | Elderson Echiéjilé | 66' |
| 5          | Defensa        | Efe Ambrose        |     |
| 14         | Defensa        | Godfrey Oboabona   |     |
| 22         | Defensa        | Kenneth Omeruo     |     |
| 10         | Centrocampista | Obi Mikel          |     |
| 17         | Centrocampista | Ogenyi Onazi       |     |
| 19         | Centrocampista | Sunday Mba         | 89' |
| 8          | Delantero      | Brown Ideye        |     |
| 11         | Delantero      | Victor Moses       |     |
| 15         | Delantero      | Ikechukwu Uche     | 54' |
| Entrenador | Entrenador     | Stephen Keshi      |     |

| 1          | Guardameta     | Daouda Diakité        |     |
| 4          | Defensa        | Bakary Koné           |     |
| 5          | Defensa        | Mohamed Koffi         |     |
| 8          | Defensa        | Paul Koulibaly        | 84' |
| 12         | Defensa        | Saidou Panandétiguiri |     |
| 6          | Centrocampista | Djakaridja Koné       | 90' |
| 7          | Centrocampista | Florent Rouamba       | 65' |
| 18         | Centrocampista | Charles Kaboré        |     |
| 11         | Delantero      | Jonathan Pitroipa     |     |
| 15         | Delantero      | Aristide Bancé        |     |
| 22         | Delantero      | Préjuce Nakoulma      |     |
| Entrenador | Entrenador     | Paul Put              |     |

| 7  | Delantero | Ahmed Musa     | 54' |
| 21 | Defensa   | Juwon Oshaniwa | 66' |
| 2  | Defensa   | Joseph Yobo    | 89' |

| 20 | Delantero      | Wilfried Sanou      | 65' |
| 9  | Delantero      | Moumouni Dagano     | 84' |
| 21 | Centrocampista | Abdou Razack Traoré | 90' |

| Amonestado | 38'   | Ogenyi Onazi   |
| Amonestado | 57'   | Kenneth Omeruo |
| Amonestado | 57'   | Obi Mikel      |
| Amonestado | 71'   | Juwon Oshaniwa |
| Amonestado | 90+2' | Brown Ideye    |

| Amonestado | 33' | Florent Rouamba |

| Anotado | 40' | Sunday Mba | 1-0 |

| Árbitro             | Djamel Haimoudi         |
| Árbitros asistentes | Redouane Achik          |
| Árbitros asistentes | Jean-Claude Birumushahu |
| Cuarto Árbitro      | Rajindraparsad Seechurn |

|                    |
| Bandera de Nigeria |
| Campeón Nigeria    |
| 3.er título        |